# Gustavo Colman
Gustavo Alejandro Colman (Pilar, 19 aprile 1985) è un ex calciatore argentino, di ruolo centrocampista.

## Palmarès

### Club

#### Competizioni nazionali
- Türkiye Kupası: 1

Trabzonspor: 2009-2010
- Türkiye Süper Kupası: 1

Trabzonspor: 2010